# Убиство породице Зец у Загребу
Убиство породице Зец је злочин који су у ноћи 7. децембра 1991. године, у Пољаничкој улици у Загребу, починили припадници специјалне јединице МУП-а Републике Хрватске, такозвани мерчеповци, предвођени Синишом Римцем.
Убице никада нису одговарале за овај злочин, упркос томе што су исти признали неколико дана касније пред истражним судијом. Међутим, признање је проглашено неважећим, јер је узето без присуства адвоката. Синиша Римац, који је учествовао у овом злочину, осуђен је 2005. године на 8 година затвора, због злочина над Србима у Пакрачкој Пољани, 1991. године. У јануару 2010. године, одлазећи предсједник Републике Хрватске, Стјепан Месић, смањио је казну Римцу за годину дана, што је изазвало жестоке реакције јавности у Србији, Републици Српској, али и Хрватској.

## Злочин

### Позадина
Породица Зец је била имућна српска породица у Загребу. Михајло Зец је био познати загребачки месар, а његова супруга Марија је држала кафић.
Пријетње породици Зец од стране хрватских ултрадесничара, су почеле још прије распада СФРЈ 1990. године. Пријетећа писма су се односила на прогон Срба из СР Хрватске у тадашњој СФРЈ. Злочин су преживјела дјеца Душан и Гордана, која су била сакривена у кући. Након почињеног злочина, дјецу је њихова бака Боса одвела у касарну ЈНА, одакле су евакуисани у Бањалуку гдје су и наставили живот.

### Убиство
У ноћи 7. децембра 1991. године, Муниб Суљић, Синиша Римац, Игор Микола, Небојша Ходак и Сњежана Живановић, припадници специјалних јединица МУП-а Хрватске (такозвани "мерчеповци"), провалили су у стан породице Зец у Пољаничкој улици у Загребу. Михајла Зеца убили су на лицу мјеста, када је покушао да побјегне. Његову супругу Марију, и ћерку Александру, која је тада имала 12 година, одвезли су у планинарски дом Адолфовац на Сљемену, гдје су их ликвидирали. Злочинци, међу којима је био и Синиша Римац, саслушани су неколико дана касније пред истражним судијом, гдје су признали злочин, али је признање поништено због процесних недостатака. Ова јединица МУП-а Хрватске била је под командом Томислава Мерчепа, који је тада био савјетник министра унутрашњих послова Хрватске. За своје учешће у рату у Хрватској, Синиша Римац је одликован 8 пута. Неки извори наводе да је Синиша Римац лично убио Михајла Зеца, једним метком у току Зечевог покушаја бекства, а да је Муниб Суљић ликвидирао Александру Зец хицима у потиљак из аутоматског оружја.

### Злочинци
За убиство три члана породице Зец, одговорни су чланови састава резервне полиције под командом Томислава Мерчепа, познати као „мерчеповци“. Починиоци овог злочина су Синиша Римац, Муниб Суљић, Игор Микола, Небојша Ходак и Сњежана Живановић.
Томислав Мерчеп је за овај злочин поново оптужен у јуну 2011. године.
Михајло, Александра и Марија Зец накнадно су сахрањени у селу Горња Драготиња (Република Српска), родном месту Михајла Зеца.

## Одштета
Хрватска влада донијела је одлуку да се преживјелим члановима породице Зец, Душану и Гордани, исплати једнократна новчана помоћ у висини од 1,5 милиона куна (око 200.000 евра). Одлука је донијета јер су „дјеца као малољетна остала без родитеља и хранитеља“.

## Спомен
7. децембра 2023. је на Сљемену откривена спомен-плоча посвећена породици Зец. На спомен плочи пише, латиничним писмом: На овом мјесту, у ноћи са 7. на 8.12.1991., убијене су дванаестогодишња Александра Зец и њезина мајка Марија Зец. Исте вечери свједочиле су убиству оца и супруга, Михајла Зеца, на прагу њихове куће на Трешњевци. Александра и Михајло Зец били су наши суграђани српске националности. Убојице Александре, Михајла и Марије Зец били су припадници причувне постројбе МУП-а. Унаточ признању злочина, његови извршитељи никада нису кажњени. Не поновило се. Град Загреб и Српско народно вијеће. 2023.